# At War with Reality
At War with Reality es el quinto álbum de estudio de la banda sueca de death metal melódico At the Gates, lanzado el 28 de octubre de 2014. Es el primer álbum de la banda desde Slaughter of the Soul en 1995, marcando la brecha de tiempo más larga entre los álbumes de su carrera, esto debido a la ruptura que hubo a pesar de su eventual reunión, tras la cual no tenían planeado grabar ningún álbum. Es un álbum conceptual basado en el fenómeno literario del boom latinoamericano. At War with Reality recibió críticas positivas de la crítica especializada y se lanzaron los vídeos musicales de los temas "Death and the Labyrinth", "Heroes and Tombs", The Book of Sand (The Abomination)" y "The Night Eternal". Es el último trabajo en contar con la participación del guitarrista y miembro fundador Anders Björler, quien saldría de la banda en marzo de 2017.

## Trasfondo
Después de su ruptura en 1996, At the Gates anunció el 18 de octubre de 2007 una reunión para tocar en diferentes presentaciones en verano de 2008. Durante julio de 2008 estuvieron de gira por Estados Unidos y Canadá en lo que se conoció como el "Suicidal Final Tour", siendo la última presentación en Atenas, Grecia, con The Ocean como invitados, el 21 de septiembre de 2008. A pesar de haber sido un éxito la mayoría de sus presentaciones, los integrantes de At the Gates comentaron que no grabarían ningún álbum nuevo, dando a entender que no tenía sentido grabar nada después de 10 años de ausencia.
Después de un hiato de dos años, At the Gates anuncia su segunda reunión en diciembre de 2010, para presentarse en algunos cuantos shows especiales en 2011. Además, reafirmaron su anterior postura de "no realizar música nueva." Cuando fueron cuestionados en 2012 sobre la posibilidad de un nuevo material de At the Gates material, el vocalista Tomas Lindberg respondió, "Bien, básicamente he aprendido a nunca decir nunca. Dijimos que ya nunca íbamos a realizar más presentaciones, y ahora aquí estamos, saliendo de gira nuevamente. El año 2008 fue cuando realizamos nuestra supuesta última presentación, ya que actualmente estamos planeando más [presentaciones}. Aprendí a no cerrarme a las posibilidades."
El 21 de enero de 2014, At the Gates lanzó un vídeo distorsionado en YouTube mostrando algunas líneas de la letra de una canción, seguidas de los números "2014", posiblemente aludiendo a una nueva canción de un -también posible- nuevo álbum. Seis días despupes, la banda reveló a través de su cuenta de Facebook una nueva foto de perfil y de portada, donde se mostraba que habían firmado contrato con Century Media Records para la grabación de su quinto álbum At War with Reality en junio-julio, con un lanzamiento tentativo para noviembre de 2014.
El 14 de agosto, la banda anunció que e álbum había sido finalizado, por lo que su lanzamiento se programó para el 28 de octubre.
La cita del tema 1, "El altar del dios desconocido" fue tomada de la novela Sobre héroes y tumbas escrito por el autor argentino Ernesto Sabato.

## Lista de canciones
Todas las letras escritas por Tomas Lindberg except where noted, toda la música compuesta por Anders Björler y Jonas Björler. 
| N.º | Título                                                           | Duración |  |
| 1.  | «El Altar del Dios Desconocido» ("The Altar of the Unknown God") | 1:06     |  |
| 2.  | «Death and the Labyrinth»                                        | 2:33     |  |
| 3.  | «At War with Reality»                                            | 3:09     |  |
| 4.  | «The Circular Ruins»                                             | 4:28     |  |
| 5.  | «Heroes and Tombs»                                               | 3:59     |  |
| 6.  | «The Conspiracy of the Blind»                                    | 3:19     |  |
| 7.  | «Order from Chaos»                                               | 3:26     |  |
| 8.  | «The Book of Sand (The Abomination)»                             | 4:28     |  |
| 9.  | «The Head of the Hydra»                                          | 3:38     |  |
| 10. | «City of Mirrors» (instrumental)                                 | 2:06     |  |
| 11. | «Eater of Gods»                                                  | 3:51     |  |
| 12. | «Upon Pillars of Dust»                                           | 2:39     |  |
| 13. | «The Night Eternal»                                              | 5:37     |  |

Edición limitada Digipak
| Limited digipak and mediabook edition |                                                                  |          |  |
| N.º                                   | Título                                                           | Duración |  |
| 1.                                    | «El Altar del Dios Desconocido» ("The Altar of the Unknown God") | 1:06     |  |
| 2.                                    | «Death and the Labyrinth»                                        | 2:33     |  |
| 3.                                    | «At War with Reality»                                            | 3:09     |  |
| 4.                                    | «The Circular Ruins»                                             | 4:28     |  |
| 5.                                    | «Heroes and Tombs»                                               | 3:59     |  |
| 6.                                    | «The Conspiracy of the Blind»                                    | 3:19     |  |
| 7.                                    | «Order from Chaos»                                               | 3:26     |  |
| 8.                                    | «The Book of Sand (The Abomination)»                             | 4:28     |  |
| 9.                                    | «Language of the Dead» (Bonus track)                             | 4:10     |  |
| 10.                                   | «The Skin of a Fire» (Bonus track)                               | 4:14     |  |
| 11.                                   | «The Head of the Hydra»                                          | 3:38     |  |
| 12.                                   | «City of Mirrors» (instrumental)                                 | 2:06     |  |
| 13.                                   | «Eater of Gods»                                                  | 3:51     |  |
| 14.                                   | «Upon Pillars of Dust»                                           | 2:39     |  |
| 15.                                   | «The Night Eternal»                                              | 5:37     |  |

Edición limitada con artbook
| Limited artbook edition bonus disc |                                  |          |  |
| N.º                                | Título                           | Duración |  |
| 1.                                 | «Language of the Dead»           | 4:09     |  |
| 2.                                 | «The Skin of a Fire»             | 4:14     |  |
| 3.                                 | «Re-Animation» (Sacrifice cover) | 3:38     |  |
| 4.                                 | «Eater of Gods» (demo)           | 3:49     |  |

Edición japonesa
| Japanese edition |                                                                  |          |  |
| N.º              | Título                                                           | Duración |  |
| 1.               | «El Altar del Dios Desconocido» ("The Altar of the Unknown God") | 1:06     |  |
| 2.               | «Death and the Labyrinth»                                        | 2:33     |  |
| 3.               | «At War with Reality»                                            | 3:09     |  |
| 4.               | «The Circular Ruins»                                             | 4:28     |  |
| 5.               | «Heroes and Tombs»                                               | 3:59     |  |
| 6.               | «The Conspiracy of the Blind»                                    | 3:19     |  |
| 7.               | «Order from Chaos»                                               | 3:26     |  |
| 8.               | «The Book of Sand (The Abomination)»                             | 4:28     |  |
| 9.               | «Language of the Dead» (Bonus track)                             | 4:10     |  |
| 10.              | «The Skin of a Fire» (Bonus track)                               | 4:14     |  |
| 11.              | «The Head of the Hydra»                                          | 3:38     |  |
| 12.              | «City of Mirrors» (instrumental)                                 | 2:06     |  |
| 13.              | «Eater of Gods»                                                  | 3:51     |  |
| 14.              | «Re-Animation» (Bonus track, Sacrifice cover)                    | 3:38     |  |
| 15.              | «Upon Pillars of Dust»                                           | 2:39     |  |
| 16.              | «The Night Eternal»                                              | 5:37     |  |

## Créditos
Créditos tomados del álbum.
| At the Gates - Tomas Lindberg - voz - Anders Björler - guitarra - Martin Larsson - guitarra - Jonas Björler - bajo - Adrian Erlandsson - batería | Producción - Costin Chioreanu - arte y diseño - Jens Bogren - mezclas y masterización - Fredrik Nordström - producción, grabación, ingeniería de sonido - Henrik Udd - grabación e ingeniería - Johan Henriksson - grabación y edición | El Altar del Dios Desconocido - Anton Reisenegger - voz (discurso) - Danny Biggin - grabación - Charlie Storm - mezclas |

## Posición en listas
| Listas (2014-2015)                     | Posición alcanzada |
| -------------------------------------- | ------------------ |
| Austria (Ö3 Austria)                   | 39                 |
| Bélgica (Ultratop flamenca)            | 78                 |
| Bélgica (Ultratop valona)              | 162                |
| Finlandia (Suomen Virallinen Lista)    | 15                 |
| Francia (SNEP)                         | 175                |
| Alemania (Offizielle Top 100)          | 25                 |
| Suecia (Sverigetopplistan)             | 3                  |
| Suiza (Schweizer Hitparade)            | 51                 |
| Estados Unidos (Billboard 200)         | 53                 |
| Estados Unidos (Independent Albums)    | 10                 |
| Estados Unidos (Top Hard Rock Albums)  | 4                  |
| Estados Unidos (Top Rock Albums)       | 9                  |
| Estados Unidos (Top Tastemaker Albums) | 11                 |